# Pniejnia (herb szlachecki)
Pniejnia (Cwalina, Karwowski) – polski herb szlachecki.

## Opis herbu
Opis zgodnie z klasycznymi regułami blazonowania:
W polu czerwonym dwie łapy niedźwiedzia czarne, trzymające jabłko srebrne przeszyte taką samą strzałą w słup. W klejnocie nad hełmem w koronie skrzydło orle czarne przeszyte srebrną strzałą w pas.

## Legenda herbowa
Legenda herbu wspomina o niedźwiedziu, który czynił wielkie szkody w uprawach. Wreszcie łucznik trafił go strzałą w gardło w momencie, gdy zwierz wziął do pyska jabłko. Myśliwy odciął niedźwiedziowi łapę i zaniósł księciu mazowieckiemu, który w nagrodę wpisał mu ją w herb. 

## Herbowni
Cwalina, Czwalin, Czwalina, Daćbóg, Gagatnicki, Gierowski, Grądzki, Hryniewski, Kaczmarski, Karwowski, Kleszczewski, Kleszczowski, Kotarbski, Kotarski, Kotaszewski, Kruszewski, Miechowicki, Miechowiecki, Olszyński, Opieński, Otolski, Pluszkiewicz, Pnieiński, Pniejniński, Rawa, Rostkowski, Starczewski.

## Znani herbowni
- Adam Karwowski - dermatolog i wenerolog.
- Stanisław Karwowski -  historyk, geograf, lingwista, pedagog, publicysta i działacz społeczny.
- Mikołaj Miechowicki - dowódca wojskowy w czasie dymitriad.
- Seweryn Mściwujewski -  polski lekarz, major lekarz Wojska Polskiego.